# تعلیق (روایت)

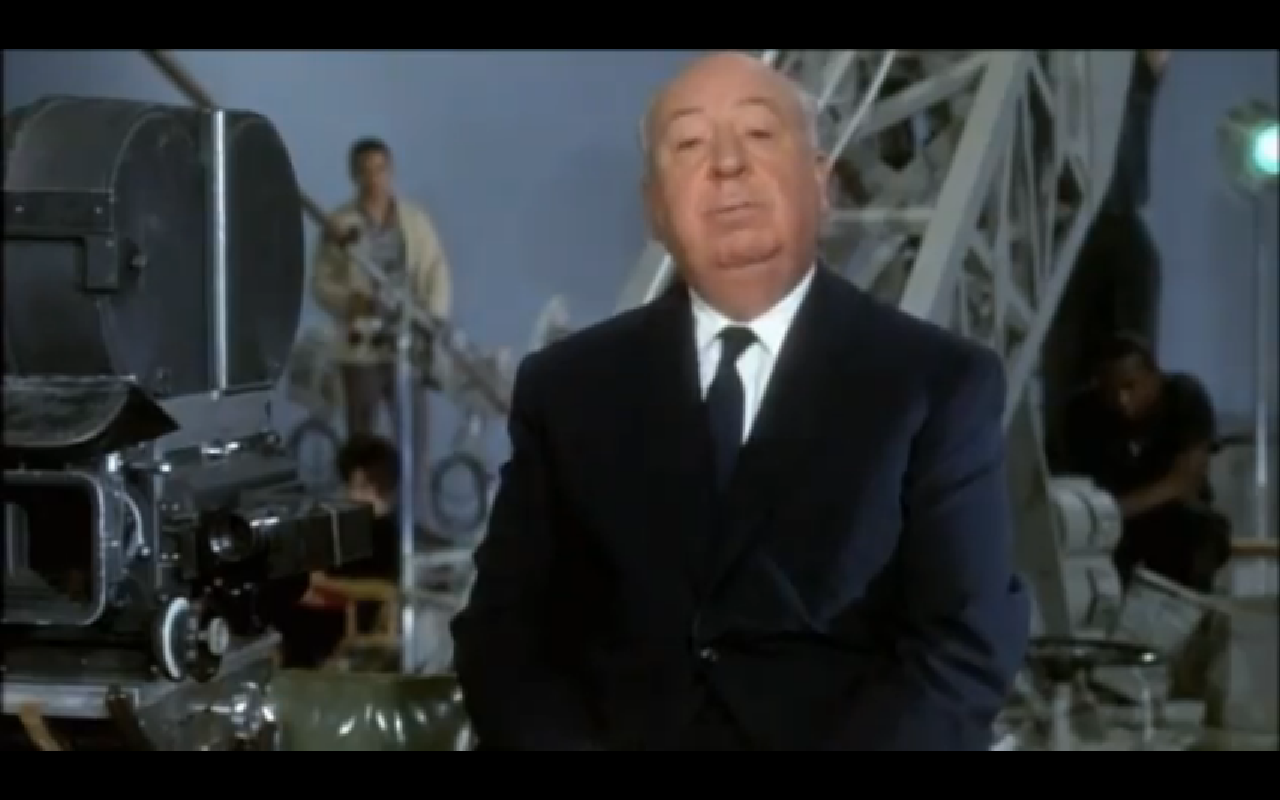
آلفرد هیچکاک، مشهور به “استاد تعلیق”

تعلیق (انگلیسی: Suspense) به حس و کشش تنش‌آلود و پرهیجانِ برآمده از موقعیتی غیرقابل‌پیش‌بینی و مرموز گفته می‌شود. که این اصطلاح معمولاً در ادبیات داستانی و نمایشی کاربرد دارد اما منحصر به آن‌ها نیست.
تعلیق در مفهومِ هیچکاکی‌اش بدین معناست: در داستان فیلم مخاطب باید از احتمال رخداد وحشتناکی مطلع باشد که بازیگر آن را نمی داند و علی‌رغم پیش‌آگاهی مخاطب، توانایی مداخله و جلوگیری از آن را ندارد. فیلم‌هایی که تعلیق قابل‌توجهی در آن‌ها به‌کار می‌رود معمولاً در ژانر دلهره‌آور طبقه‌بندی می‌شوند.
در مفهومی وسیع‌تر حس تعلیق هنگامی به‌وجودمی‌آید که فرد از فرآیند و چگونگی خلق یک رخداد در آینده ناآگاه است اما وقوع آن را پیش‌بینی می‌کند. از این رو تعلیق آمیزه‌ای از پیش‌بینی و عدم قطعیت دربارهٔ وقایع مبهم آینده است و در مقابل احساس شگفتی قرار می‌گیرد. به عبارت دیگر، تعلیق یعنی ابهام (به همراه میل به رفع آن) دربارهٔ این‌که قصه قرار است چه‌طور پیش برود. تعلیق ممکن است کم یا زیاد باشد اما می‌توانیم بگوییم در روایت‌هایی که نمی‌گذارند کتاب‌مان را ببندیم یا پایمان را از سالن سینما یا تئاتر بیرون بگذاریم، تعلیق همواره تا حدی وجود دارد. هنر روایت در حل تعلیق با چاشنی غافل‌گیری است. در روایت‌شناسی تفاوت ظریفی بین تعلیق و تعویق وجود دارد. تعویق به معنای کُندکردن جریان گفتمان روایی و اغلب راهی است برای افزایش تعلیق.
در فیلم «پرندگان»، تعلیق هیچکاکی به اوج خود می‌رسد. این نوع تعلیق، برخلاف غافل‌گیری یا ترس، احساس بی‌ثباتی و ناامنی را در مخاطب ایجاد می‌کند.
تعلیق (suspense) ابزاری ادبی است که نویسندگان برای حفظ علاقه خوانندگان در داستان خود از آن استفاده می کنند بطوریکه حس انتظار برای رخداد اتفاقی مهم را در خواننده به وجود آورند. تعلیق تنشی است حاصل از حس عدم اطمینان خواننده از آنچه در داستان اتفاق خواهد افتاد، این تنش می تواند در طول یک صحنه یا یک فصل کتاب باشد و یا در کل آرک داستانی. هدف از استفاده از تعلیق در ادبیات این است که خوانندگان را بیشتر در مورد سرنوشت شخصیت ها نگران کرده و ارتباط همدلانه ای با آنها ایجاد کند. بنابراین تعلیق در داستان از کنجکاوی خواننده بهره می برد. 
در داستان از تعلیق برای اهداف زیر استفاده می شود:
- افزایش تنش در حین صحنه
- پنهان کردن جواب از خواننده و ارائه آنها در زمان مورد نظر نویسنده
- به وجود آوردن اتفاقات غیرمنتظره
- مشتاق نگه داشتن خواننده

در حالی که تعلیق اغلب در داستان های معمایی و مهیج به کار می رود، امّا می تواند در هر اثر داستانی حضور داشته باشد زیرا کنجکاوی همان چیزی است که خوانندگان را وادار می کند کتاب را به اتمام برسانند. 

### انواع تعلیق:
1. تعلیق روایی یا بلند مدت (narrative suspense): به تنشی اشاره دارد که در کل داستان ایجاد می شود.
2. تعلیق کوتاه مدت (short-term suspense): یک لحظه یا یک صحنه کوتاه از تعلیق که یک واکنش قدرتمند را در خواننده برانگیخته کند.
3. تعلیق معمایی: معمول ترین شکل تعلیق است که اغلب در داستان های مهیج و البته رمان های معمایی استفاده می شود و چیزی عمداً از خواننده پنهان می شود. خواننده می داند که از تمام حقیقت آگاه نیست و این حس کنجکاوی، آن ها را در انتظار نگه می دارد.
4. تعلیق وحشتناک: خواننده می داند اتفاق وحشتناکی در شرف وقوع است اما ماهیت دقیق آن هنوز ناشناخته است. تفاوت آن با تعلیق معمایی در این است که ابهام کمتری دارد و قابل انتظار است و معمولا کوتاه مدت است.
5. تعلیق رمانتیک / کمدی: ممکن است در شرایطی اتفاق بیفتد که خواننده نمی داند چه اتفاقی خواهد افتاد، اگرچه این تنش معمولاً خفیف تر از سایر اشکال تعلیق است و تقریباً به طور انحصاری در نمایش های خنده آور (farce) رخ می دهد. یکی از شکل های مشهور آن، طنز دراماتیک است که در آن، خواننده چیزی را می داند که همه شخصیت ها از آن آگاه نیستند، و می خواهد ببیند آنها چگونه نسبت به آن موضوع واکنش نشان می دهند.

### نحوه ایجاد تعلیق در داستان:
- گرسنه نگه داشتن خواننده
- آینده نگاری (forshadow) کردن عناصر مهم:
  - ارائه یک شیء یا شخصیت مهم که بعداً به طرح داستان برمی گردد.
  - به نظر برسد که رازی را افشا می کند، اما سایر جزئیات مهم را مورد غفلت قرار دهد.
  - عباراتی که بطور غیرمعمول مبهم یا رمزی بیان می شوند.
- استفاده از فلش بک (flashabck)
- در خطر قرار دادن شخصیت های داستان
- همیشه یک قدم جلوتر باشید